# Siegfried Reimer
Siegfried Reimer (* 23. Juli 1942) ist ein ehemaliger deutscher Fußballspieler. In den 1970er-Jahren spielte er für Chemie Leipzig in der DDR-Oberliga, der höchsten Liga im DDR-Fußball.

## Sportliche Laufbahn
Von 1964 bis 1976 war Siegfried Reimer im höherklassigen Fußball der DDR in elf Spielzeiten vertreten. Dabei zeichnete er sich durch Bodenständigkeit aus, denn innerhalb von dreizehn Jahren spielte er neben Chemie Leipzig nur noch bei der TSG Wismar und Chemie Böhlen. Außer bei seinem erfolglosen Intermezzo in Leipzig war Reimer in der DDR-Liga stets Stammspieler und bekleidete durchgehend die Position des Linksaußenstürmers. Dabei war er auch in jeder Spielzeit als Torschütze präsent und kam in seinen 231 DDR-Liga-Spielen auf 47 Treffer.
1964 gab er bei der TSG Wismar sein Debüt in der DDR-Liga, nachdem er zuvor in der Bezirksliga Rostock die Meisterschaft gewonnen hatte. Für die TSG bestritt Reimer drei DDR-Liga-Spielzeiten, in denen er bei 90 Ligaspielen nur sechsmal fehlte.
Zur Saison 1967/68 wechselte Reimer  in die Oberliga zu Chemie Leipzig. Dessen Trainer Heinz Frenzel setzte Reimer erstmals am 2. Oberligaspieltag wie bisher auf der linken Angriffsseite ein. Mit Pausen dazwischen spielte Reimer bis zur Winterpause in weiteren sechs Oberligabegegnungen, stets auf seiner gewohnten Position. Am 7. Spieltag erzielte er sein einziges Oberligator bei 3:0-Sieg über Motor Zwickau. Nach der Winterpause kam er mit der 1. Mannschaft nur noch im Achtelfinalspiel des DDR-Fußballpokals am 26. März 1968 zum Einsatz. Den Rest der Rückrunde verbrachte Reimer in der Reservemannschaft. Diese wurde 1968 aufgelöst und als Chemie II in die Bezirksliga eingereiht. Dort spielte Reimer bis zum Ende der Saison 1968/69.
Zur Saison 1969/70 schloss sich Reimer dem DDR-Ligisten Chemie Böhlen an. Er bestritt als Stammspieler auf Linksaußen sieben Spielzeiten und wurde in den 168 Ligaspielen 147-mal eingesetzt. Mit 29 Toren war er in jeder Spielzeit als Schütze dabei. 1973/74 bestritt Reimer alle 22 Ligaspiele und wurde mit der Mannschaft Staffelsieger. In den acht Aufstiegsspielen zur Oberliga, in denen Böhlen nicht den Aufstieg schaffte, wurde Reimer ebenfalls in allen Begegnungen aufgeboten. Das letzte Spiel der DDR-Liga-Saison 1975/76 war zugleich Reimers letztes Spiel im höherklassigen Fußball. Beim 3:0-Auswärtssieg gegen Motor Bautzen schoss der 34-Jährige auch sein letztes Ligator.